# کارآگاه گجت: مارپیچ دیوانه گجت
«کارگاه گجت: مارپیچ دیوانه گجت» (انگلیسی: Inspector Gadget: Gadget's Crazy Maze) یک بازی ویدئویی در سبک بازی اکشن-ماجراجویی است که توسط یوبی‌سافت مونترآل و در سال ۲۰۰۱ و در پلت‌فرم پلی‌استیشن منتشر شده‌است.